# Harsh Realm
Harsh Realm è una serie televisiva statunitense di fantascienza del 1999.

## Trama
Harsh Realm è un gioco di realtà virtuale creato dall'esercito degli Stati Uniti, programmato per replicare minuziosamente il mondo reale da usare per simulazioni di addestramento. Nel mondo di Harsh Realm, una piccola bomba nucleare viene fatta esplodere nella versione del programma ambientata a New York, uccidendo quattro milioni di persone e costringendo i suoi partecipanti a vivere in uno scenario di disastro post-apocalittico.
Il tenente Tom Hobbes viene inconsapevolmente mandato in questo mondo dai suoi superiori con una missione: uccidere il "generale" Omar Santiago. Lungo la strada, incontra commilitoni inviati nel gioco e versioni alternative di persone che conosce nel mondo reale. Tom Hobbes trova rapidamente compagni come Mike Pinocchio (un cinico residente di lunga data di Harsh Realm), Florence (una donna muta con poteri misteriosi) e Dexter (una versione alternativa del suo cane del mondo reale).
L'obiettivo di Hobbes è Santiago, un sergente maggiore dell'esercito americano nel "mondo reale", è ora un autoproclamatosi "generale" nella simulazione che controlla cinque stati degli Stati Uniti come un brutale dittatore.
Dai suoi nuovi compagni, Hobbes apprende che Santiago ha requisito Harsh Realm; Hobbes è solo l'ultimo soldato di una lunga serie di uomini inviati in missioni infruttuose per uccidere l'aspirante dittatore. Hobbes apprende anche da un misterioso "alleato", Inga Fossa, che Santiago sta pianificando l'ultimo atto di terrorismo nel mondo reale in modo che Harsh Realm sia tutto ciò che rimane.
È in questo mondo che Hobbes deve sopravvivere, sconfiggere Santiago, salvare il mondo reale e in qualche modo tornare alla sua vita reale e alla sua fidanzata, Sophie Green.

## Episodi
| Stagione       | Episodi | Prima TV USA | Prima TV Italia |
| -------------- | ------- | ------------ | --------------- |
| Prima stagione | 9       | 1999         |                 |